# Michał Wołodyjowski
Jerzy Michał Wołodyjowski (pronunție în poloneză: [ˈjɛʐɨ ˈmixaw vɔwɔdɨˈjɔfskʲi]) este un erou polonez fictiv din Trilogia lui Henryk Sienkiewicz formată din romanele Prin foc și sabie, Potopul și Pan Wołodyjowski. Datorită staturii sale mici era numit și Micul Cavaler.
În afara Trilogiei, scriitorul l-a amintit în romanul său ulterior Pe câmp de glorie, menționându-l de mai multe ori (în capitolele I, V și XXVIII).
Michał Wołodyjowski se bazează parțial pe personajul istoric, polcovnicul (colonelul) Jerzy Wołodyjowski⁠(pl)[traduceți], un nobil polonez din clanul Korczak.

Stema clanului Korczak

În Trilogia, Michał Wołodyjowski participă la multe bătălii de la o vârstă fragedă, distingându-se ca un războinic temut de mare renume. Romanele menționează în mod special reputația sa ca unul dintre cei mai buni spadasini în viață, un adevărat maestru de Szabla⁠(d) (un tip de sabie poloneză), precum și un maestru tactician. Povestea sa se învârte în jurul unui război în care Polonia se confruntă cu patru super-puteri. Într-o bătălie notabilă, armata poloneză, depășită numeric de șapte mii de soldați turci, este învingătoare atunci când inamicul se retrage de pe câmpul de luptă după ce a aflat că este condusă de Michał Wołodyjowski. Romanele se desfășoară în a doua jumătate a secolului al XVII-lea și se concentrează în jurul lui Wołodyjowski, supranumit „Micul Cavaler” din cauza staturii sale fizice mici, călătorind împreună cu prietenii săi Jan Skrzetuski și Onufry Zagłoba, luptând pentru a-și salva țara de invadatorii străini.
Wołodyjowski moare în Asediul de la Kamieniec Podolski când, împreună cu prietenul său Ketling, se sacrifică prin aruncarea în aer a unui depozit de praf de pușcă, în loc să fie martori la predarea cetății după capitularea orașului.
Romanele au fost, de asemenea, ecranizate de Jerzy Hoffman: Pan Wolodyjowski (1969), Potopul (1974) și Prin foc și sabie (1999). În Prin foc și sabie a fost interpretat de Zbigniew Zamachowski, iar în Potopul și în Pan Wolodyjowski a fost interpretat de Tadeusz Łomnick. 